# Jérémie Renier
Jérémie Renier (Brussel, 6 januari 1981) is een Belgisch acteur die internationaal actief is. Zijn filmdebuut speelde hij in de film La Promesse (1996), geregisseerd door Luc en Jean-Pierre Dardenne. Hij werd echter vooral bekend door zijn talent in Le Pacte des loups (2001) en L'Enfant (2005). Laatstgenoemde film werd eveneens geregisseerd door de gebroeders Dardenne. Hij vertolkte zanger Claude François in de film My Way uit 2012. En hij ontving in 2006 de Jean Gabinprijs.
Renier woont in Brussel. Zijn halfbroer Yannick Renier is ook acteur.

## Filmografie
Speelfilms
- 1992 - Les Sept Péchés capitaux (Beatriz Flores, Frédéric Fonteyne, Yvan Le Moine, Geneviève Mersch, Pierre-Paul Renders, Olivier Smolders en Pascal Zabus)
- 1996 - La Promesse (Jean-Pierre en Luc Dardenne) (Igor)
- 1999 - Les amants criminels (François Ozon) (Luc)
- 1999 - Saint-Cyr (Patricia Mazuy) (François de Réan)
- 2000 - Faites comme si je n'étais pas là (Olivier Jahan) (Eric)
- 2001 - Le pacte des loups (Christophe Gans) (markies Thomas d'Apcher)
- 2001 - Le Pornographe (Bertrand Bonello) (Joseph)
- 2001 - La Guerre à Paris (Yolande Zauberman) (Jules)
- 2002 - Le Troisième Œil (Christophe Fraipont)
- 2003 - Violence des échanges en milieu tempéré (Jean-Marc Moutout) (Philippe Seigner)
- 2003 - En territoire indien (Lionel Epp) (Cédric)
- 2003 - San-Antonio (Fred Auburtin) (Toinet)
- 2004 - Le Pont des Arts (Eugène Green) (Cédric)
- 2005 - L'enfant (Jean-Pierre en Luc Dardenne) (Bruno)
- 2005 - Cavalcade (Steve Suissa) (Jules)
- 2005 - Un Amour a Taire (Christian Faure) (Jean)
- 2006 - Fair-play (Lionel Bailliu)
- 2006 - Président (Lionel Delplanque) (Mathieu)
- 2006 - Dikkenek (Olivier Van Hoofstadt) (Greg)
- 2006 - Nue Propriété (Joachim Lafosse) (Thierry)
- 2007 - Mauvaise Pente (Jeanne Labrune)
- 2008 - Reviens-moi (Joe Wright) (Luc Cornet)
- 2008 - In Bruges (Martin McDonagh) (Erik)
- 2008 - Coupable (Laetitia Masson) (Lucien)
- 2008 - L'Heure d'été (Olivier Assayas) (Jérémie)
- 2008 - Le silence de Lorna (Jean-Pierre en Luc Dardenne) (Claudy Moreau)
- 2009 - Demain dès l'aube... (Denis Dercourt)
- 2010 - Pièce montée (Denys Granier-Deferre) (Vincent)
- 2010 - Potiche (Francois Ozon) (Laurent)
- 2011 - Le Gamin au vélo (Jean-Pierre en Luc Dardenne) (Guy Catoul)
- 2012 - Cloclo (Florent Emilio Siri) (Claude François)
- 2012 - Elefante blanco (Pablo Trapero) (Nicolás)
- 2013 - La Confrérie des larmes (Jean-Baptiste Andrea) (Gabriel Chevalier)
- 2014 - Saint Laurent (Bertrand Bonello) (Pierre Bergé)
- 2014 - Le Grand Homme (Sarah Leonor) (Hamilton)
- 2014 - Waste Land (Pieter Van Hees) (Leo Woeste)
- 2015 - Lady Grey (Alain Choquart) (Mattis)
- 2015 - Ni le ciel ni la terre (Clément Cogitore) (kapitein Bonassieu)
- 2016 - La Fille inconnue (Jean-Pierre en Luc Dardenne)
- 2017 - L'Amant double (François Ozon)

Korte films
- 1999 - Le Fétichiste (Nicolas Klein)
- 2001 - Marco (Fabian Aubry)
- 2004 - Toi, vieux (Pierre Coré)